# 헝가리 총리

헝가리 총리의 문장

헝가리국의 총리(헝가리어: miniszterelnök)는 헝가리의 행정수반이다. 헝가리 헌법에 의해 총리는 헝가리 국회에서 선출되어 헝가리 대통령으로부터 형식적인 임명을 받아 취임한다.
현 총리는 피데스 소속의 오르반 빅토르로, 2010년 5월 29일 이래로 재임 중이다.

## 같이 보기
- 헝가리의 대통령
- 헝가리 의회